# Richard Burr
assinatura
Richard Mauze Burr (Charlottesville, 30 de novembro de 1955) é um senador americano pelo estado da Carolina do Norte.